# Mesacanthion cricetoides
Mesacanthion cricetoides is een rondwormensoort uit de familie van de Thoracostomopsidae.